# هوس‌های امپراتور (فیلم ۲۰۰۱)
هوس‌های امپراتور (لهستانی: Quo Vadis) یک فیلم درام لهستانی به کارگردانی یژی کاوالروویچ است که بر اساس رمان هوس‌های امپراتور اثر هنریک سینکیه‌ویچ ساخته شد. این فیلم نمایندهٔ کشور لهستان در رقابت برای جایزه اسکار بهترین فیلم بین‌المللی در هفتاد و چهارمین دوره جوایز اسکار بود که به فهرست نهایی منتخبان راه نیافت.

## گزیدهٔ بازیگران
- پاوئو دلانگ
- ماگدالنا میلتساش
- بوگوسواف لیندا در نقش پترونیوس
- میخاو بایور در نقش نرون
- یژی ترلا
- دانوتا استنکا
- فرانچیشک پیچکا در نقش پطرس
- کشیشتف مایخشاک
- رافائو کوباتسکی
- تادئوش وویتیخ
- ماوگوژاتا پیچینسکا
- آگنیشکا واگنر در نقش پوپایا سابینا
- ماوگوژاتا فورمنیاک
- تِـرِسا مارچفسکا
- یژی نوواک
- زبیگنیف والریش در نقش پولس رسول
- پیوتر گارلیتسکی در نقش اسپروس
- یرژی روگالسکی
- آندژی پیچنسکی
- مونیکا یاروسینسکا
- مارچین پرخوچ
- کاتاژینا بارگیه‌ووسکا
- ائوگنیوش پریویژینسف
- آنا مایخر
- لشک لیخوتا
- کشیشتف ووکاشِویچ
- پیوتر بوروفسکی
- کنراد ایمیلا